# Vouxey
Vouxey és un municipi francès, situat al departament dels Vosges i a la regió del Gran Est. L'any 2017 tenia 138 habitants.

## Demografia
El 2007 la població era de 167 persones. Hi havia 58 famílies, 84 habitatges, 60 habitatges principals, 14 segones residències i deu estaven desocupats.

## Economia
El 2007 la població en edat de treballar era de 106 persones. Hi havia quatre empreses de fabricació de productes industrials, una empresa de construcció i una entitat de l'administració pública.
L'any 2000 hi havia vuit explotacions agrícoles que conreaven un total de 396 hectàrees.
El 2009 hi havia una escola elemental integrada dins d'un grup escolar amb les comunes properes formant una escola dispersa.